# القوات المسلحة الأرمنية
القوات المسلحة لجمهورية أرمينيا (يشار إليها أحيانًا باسم الجيش الأرمني (الأرمينية: Հայկական Բանակ))، هي القوات النظامية للجيش الوطني لأرمينيا. تتكون من فروع الأفراد التابعة لهيئة الأركان العامة للقوات المسلحة الأرمينية  والتي يمكن تقسيمها إلى فرعين: القوات البرية والقوات الجوية وقوات الدفاع الجوي. على الرغم من تشكيلها جزئيًا من قوات الجيش السوفيتي السابق المتمركزة في جمهورية أرمينيا الاشتراكية السوفياتية (معظمها وحدات من جيش الحرس السابع لمنطقة القوقاز العسكرية) يمكن إرجاع تاريخ جيش أرمينيا إلى تأسيس جمهورية أرمينيا الأولى في 1918. أرمينيا بلد غير ساحلي لذا فهي لا تملك قوة بحرية.
القائد العام للجيش هو رئيس وزراء أرمينيا نيكول باشينيان. وزارة الدفاع التي يرأسها فاغارشاك هاروتيونيان هي المسؤولة عن القيادة السياسية، بينما تظل القيادة العسكرية في أيدي هيئة الأركان العامة برئاسة رئيس الأركان وهو الفريق أرتاك دافتيان. حرس الحدود الخاضعين لوزارة الدفاع حتى عام 2001، يقومون بدوريات على حدود أرمينيا مع جورجيا وأذربيجان، بينما تواصل القوات الروسية مراقبة حدودها مع إيران وتركيا. أرمينيا عضو في منظمة معاهدة الأمن الجماعي منذ عام 2002، ووقعت خطة تعاون عسكري مع لبنان في 27 نوفمبر 2015.
بلغت الموازنة العامة للقوات المسلحة الأرمنية 711 مليون دولار أمريكي في عام 2022 أي ما يعادل 5.5% من الناتج المحلي، ويبلغ عدد أفراد القوات المسلحة 60,000 فرد و300,000 ينتظمون في صفوف الأحتياط.